# Kasteel van Betho
Het Kasteel van Betho is een kasteel in de Belgische stad Tongeren in de provincie Limburg. Het kasteel is gelegen aan de Mulkerstraat. Het kasteeldomein maakt deel uit van het natuurgebied Beukenberg.

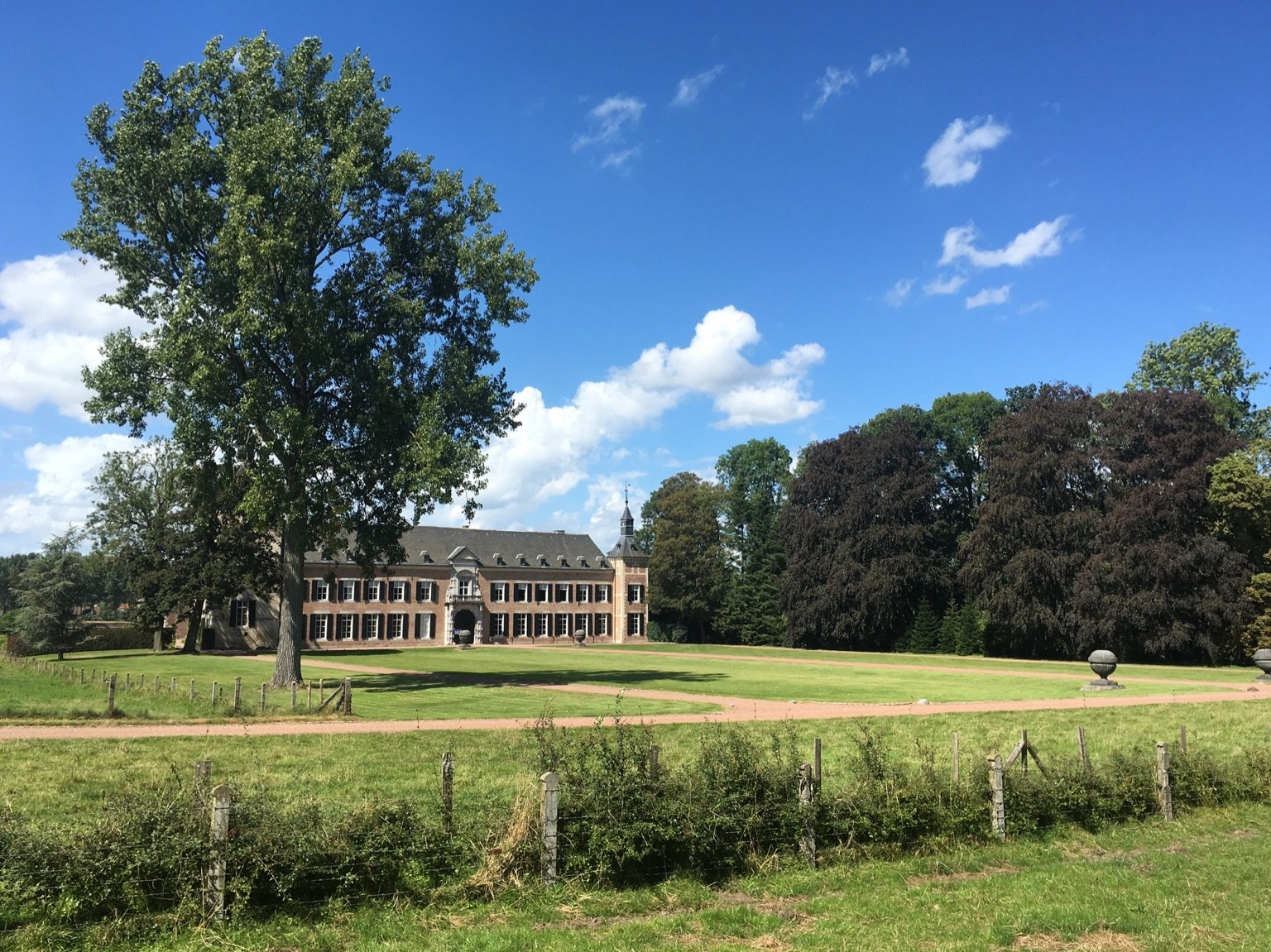
Gevel

Het Kasteel van Betho is een kasteelhoeve en bestaat uit twee delen. Het kasteel telt vier vleugels rondom een gesloten binnenplaats. Tegen de noordwestelijke vleugel van het kasteel is een U-vormige hoeve gebouwd rondom een tweede binnenplaats. Langs de noordzijde is het complex deels van een gracht voorzien.

## Gebouwen

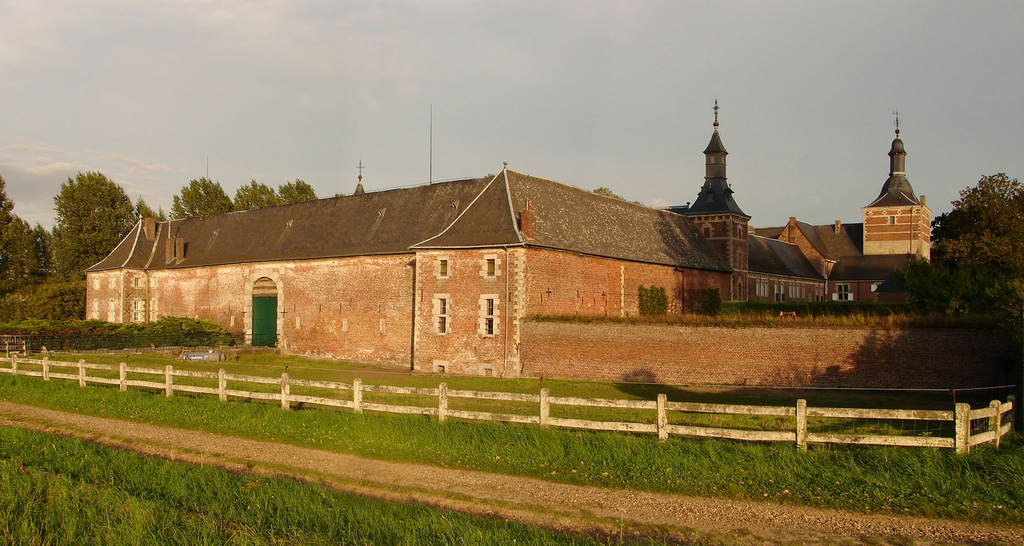
Kasteelhoeve

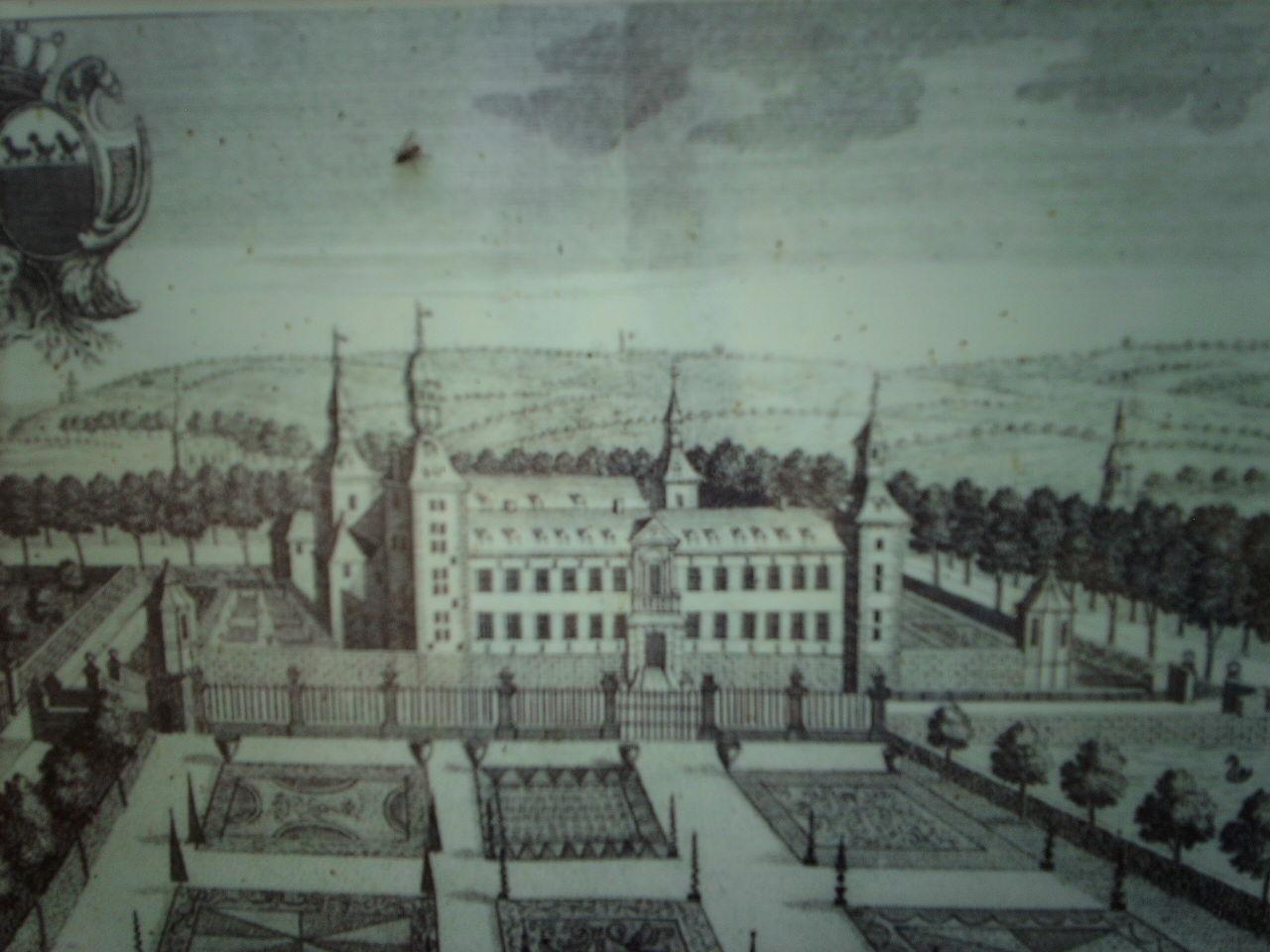
Kasteel van Betho door Remacle Leloup (ca. 1743)

Het kasteel bestaat uit vier vleugels opgetrokken in baksteen en voorzien van gekrulde muurankers. Het geheel wordt bedekt door schilddaken uit leisteen. De zuidelijke hoektoren wordt getopt door een klokvormige torenspits terwijl de overige drie hoektorens voorzien zijn van een tentdak. Elke hoektoren wordt bekroond door een dakruiter. De zuidelijke hoektoren is opgetrokken in mergelsteen en dateert uit de 15e eeuw, de overige delen van het kasteel zijn het resultaat van grondige aanpassingen in de 17e eeuw.
De voorgevel van kasteel aan de zuidoostelijke zijde telt twee bouwlagen en is dertien traveeën breed. Boven elke travee bevindt zich een dakkapel. De middentravee werd verbouwd tot een monumentale inrijpoort aan het begin van de 18e eeuw door Frans van Hinnisdael, graaf van Betho. Deze poort werd voorzien van een rechthoekige omlijsting verspreid over twee bouwlagen. In de tweede bouwlaag bevindt zich een rechthoekig venster met balustrade. Het geheel wordt bekroond door een fronton dat het wapenschild van de familie van Hinnisdael toont.
De overige vleugels van het kasteel dateren uit het midden van de 17e eeuw, deze vleugels zijn eveneens opgetrokken in baksteen en mergelsteen.
De hoeve gaat terug tot de 17e eeuw. De gebouwen zijn opgetrokken in baksteen en voorzien van schild- en zadeldaken bedekt met leien. De noordwestelijke gevel van de hoeve bevat centraal een rondboogvormige inrijpoort die voorzien is van een omlijsting in kalksteen. Aan weerszijden van deze inrijpoort bevinden zich woongedeeltes die als risalieten uitspringen ten opzichte van de gevel.

## Geschiedenis en bewoners
De eerste bekende bewoner van het kasteel was Arnold van Betu in de 13e eeuw, doorheen de eeuwen was het kasteel in het bezit van verschillende adellijke families zoals de families Betho, Huwenial, Oyembrugge, Krafft, de Simonis, van Hinnisdael, van der Gracht en de Copis. Het kasteel is nog steeds in privé-bezit.